# Javier Valdivia
Javier Valdivia Huerta, detto Cabo (Guadalajara, 4 dicembre 1941), è un ex calciatore messicano, attaccante della Nazionale di calcio del Messico.

## Carriera

### Club
Ha iniziato la sua carriera calcistica nel Guadalajara nel 1960, per poi trasferirsi nel 1971 per una sola stagione nel Jalisco.

### Nazionale
Ha partecipato al Campionato mondiale di calcio "Julies Rimet" avvenuto in Messico nel 1970 con la Nazionale di calcio del Messico.

## Palmarès

### Club

#### Competizioni nazionali
- Campionato messicano: 6

Guadalajara: 1960, 1961, 1962, 1964, 1965, 1970
- Supercoppa del Messico: 5

Guadalajara: 1960, 1961, 1964, 1965, 1970
- Copa Challenger: 1

Guadalajara: 1961

#### Competizioni internazionali
- CONCACAF Champions' Cup: 1

Guadalajara: 1962
- Campionato Centroamericano: 1

Guadalajara: 1962